# كياثون ثلاثي الألوان
كياثون ثلاثي الألوان (الاسم العلمي:Cyathea tricolor) هو نوع غير مؤكد من النباتات يتبع جنس الكياثون من الفصيلة الكياثونية.